# Хозарський словник
Хоза́рський словни́к (серб. Хазарски речник / Hazarski rečnik) — перший роман сербського письменника Мілорада Павича, опублікований 1984 року.
Існує дві версії роману — чоловіча та жіноча, що різняться лише одним абзацом .
Роман не має традиційного сюжету, проте в ньому є головна тема — історично реальна хозарська полеміка щодо вибору релігії (християнства, ісламу чи юдаїзму) хозарами у VIII—IX ст. Текст складено з трьох основних частин: Червоної, Зеленої та Жовтої книг, поділених на словникові статті, в яких містяться відповідно християнські, мусульманські та юдейські джерела з хозарського питання. Окрім цього в кінці роману є два невеликі розділи Apendix I та Apendix II. Назви словникових статей в різних Книгах-джерелах часто збігаються, проте кожна з них подає своє бачення та вирішення полеміки. Словникові статті навіть однієї книги-джерела мало пов'язані змістом, кожна з них має свій сюжет. Більшість персонажів вигадані так само, як опис Хозарської держави та її культури.
«Хозарський словник» перекладено багатьма мовами, зокрема й українською. Через свою словникову будову в різних перекладах словникові статті розташовані у різному порядку.
За словами Павича, «...у “Хозарському словнику” було поставлено одне з найважливіших питань мого життя — чому з моїм сербським народом усе сталося саме так, і чому з ним відбувається те, що відбувається сьогодні» . Це можна вважати підтвердженням думки, що в образі Хозарської держави втілено Юґославію.

## Два примірники
Текстуально чоловічий і жіночий примірники відрізняються змістом одного абзацу в 11-му розділі словникової статті Шульц, д-р Дорота (у Жовтій книзі). Сам Павич прокоментував це так:
| Ліві лапки | Мене часто запитують, в чому полягає різниця між чоловічим і жіночим примірниками. Річ у тім, що чоловік сприймає світ поза самим собою, а жінка носить усесвіт всередині себе. (...) Якщо хочете, це образ розпаду часу, що поділяється на колективний чоловічий та індивідуальний жіночий часи | Праві лапки |

Нижче наведено порівняння цих абзаців (переклад Ольги Рось):
| Чоловічий примірник | Жіночий примірник |
| --- | --- |
| І він простягнув мені тих декілька аркушів із ксерокопіями, що лежали перед ним. У ту хвилину я могла б вийняти зброю. Кращого моменту я не знайшла б – у саду був один-єдиний свідок, та й то дитя. Але сталося інакше. Я простягнула руку і взяла тих декілька хвилюючих сторінок, які додаю до цього листа. Беручи ті папери замість того, щоб стріляти, я дивилася на сарацинські пальці з нігтями, схожими на ліщину, і думала про те дерево, яке згадує в своїй книзі про хозар Халеві. Я думала про те, що кожен із нас – одне таке дерево: чим вище ростемо ми вгору до неба, крізь вітри й дощі, до Бога, тим глибше змушені занурюватися своїм корінням у болото й підземні води, наближаючись до пекла. З такими думками я прочитала аркуші, які дав мені той сарацин із зеленими очима. Вони схвилювали мене, і я з недовірою запитала в д-ра Муавії, звідки вони в нього. | І він простягнув мені тих декілька аркушів із ксерокопіями, що лежали перед ним. Подаючи мені той згорток, він на хвилю торкнувся своїм великим пальцем мого великого пальця, і я аж стрепенулася від того дотику. Мені здалося, що наше минуле і майбутнє – в наших пальцях і що вони торкнулися. Тому, почавши читати запропонований мені текст, в якусь мить я згубила сенс чтива й занурилася в свої відчуття. В ті миті відсутності й самозаглиблення з кожним прочитаним, проте незбагненним і неприйнятним рядком, протекли віки, і коли я за декілька хвилин опам’яталася і знову встановила зв’язок зі чтивом, я вже знала, що той читач, котрий повертається з глибин свої чуттів, вже не той самий, що поринав у ту глибінь. Багато чого відкрила і спізнала я не від самого лиш читання саме тих аркушів. Коли ж я спитала д-ра Муавію, звідкіль вони в нього, його відповідь мене ще більше здивувала. |